# قائمة الجامعات في إسكتلندا

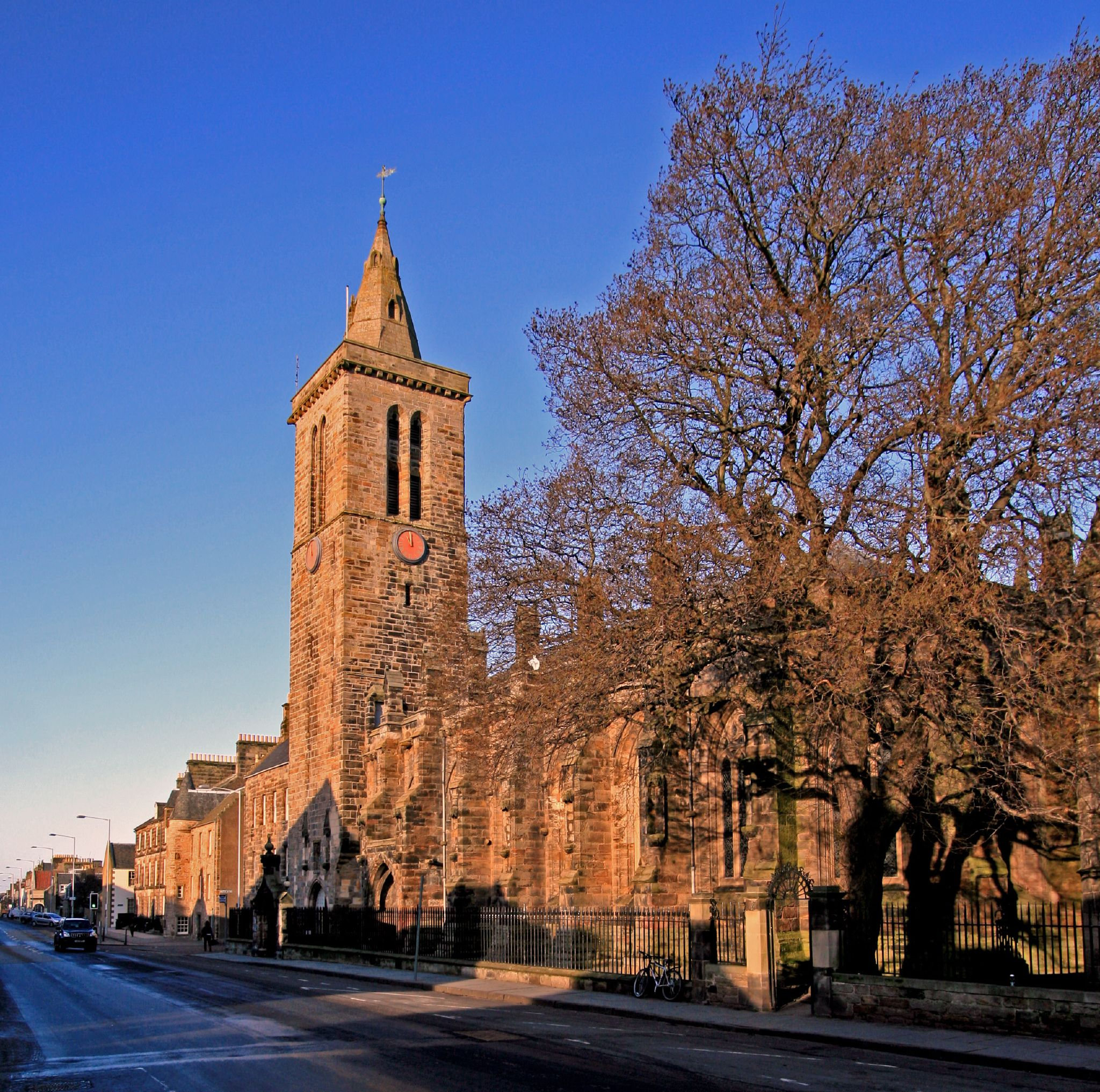
جامعة سانت أندروز، الجامعة الأقدم في اسكتلندا، افتتحت في أوائل القرن الخامس عشر

تضم اسكتلندا 15 مؤسسة للتعليم العالي لها صفة جامعة، وقد بلغ عدد الطلبة المقيدين بالجامعات الاسكتلندية في سنة 2008 ما يزيد على 240 ألف طالب.
تُمنح صفة «جامعة» لمؤسسات التعليم العالي في المملكة المتحدة بقرار من المجلس الخاص الذي يتخذ القرار بناء على مشورة وكالة ضمان جودة التعليم العالي (بالإنجليزية: Quality Assurance Agency for Higher Education)‏ـ. والوزير المخول بمسؤوليات التعليم العالي في اسكتلندا هو سكرتير مجلس الوزراء للتعليم والتعلم الممتد بالحكومة الاسكتلندية. وتمول الجامعات الاسكتلندية منمجلس التمويل الإسكتلندي التابع للحكومة الاسكتلندية، وهو كيان عام غير خاضع لأي وزارة، بينما يكون تمويل الطلبة من وكالة منح الطلبة باسكتلندا.
أقدم جامعات اسكتلندا هي جامعة سانت أندروز، التي أنشئت سنة 1413. كما أنشئت جامعتا غلاسكو وأبردين أيضًا في القرن الخامس عشر الميلادي، وقد أنشئت هذه الجامعات (التي تسمى بالجامعات العتيقة) بموجب مرسوم بابوي، وهو ما تغير في القرن السادس عشر، إذ أصبحت الجامعات تنشأ بموجب ميثاق ملكي. وكانت أول جامعة أنشئت بمرسوم ملكي هي جامعة إدنبرة، التي كانت آنذاك رابع جامعات اسكتلندا في وقت كانت فيه إنجلترا لا تضم إلا جامعتين فحسب.
تضاعف عدد الجامعات أثناء حقبة الستينيات من القرن العشرين، بعد أن نالت كليتان قائمتان صفة جامعة وأنشئت جامعة ستيرلنغ، ثم تبع ذلك تحول العديد من مدارس البوليتكنيك أو المؤسسات المركزية (بالإنجليزية: Central institution)‏ إلى جامعات بعد صدور قانون التعليم المستمر والعالي سنة 1992.
أحدث جامعة اسكتلندية هي جامعة الأراضي المرتفعة والجزر (بالإنجليزية: University of the Highlands and Islands)‏، التي نالت صفة جامعة سنة 2011. وتلعب الجامعات المفتوحة دورًا في قطاع التعليم الجامعي الإسكتلندي جنبًا إلى جنب مع الجامعات التقليدية، حيث يدرس بها 40% من «طلبة نصف الوقت» بالمرحلة الجامعية الأولى في اسكتلندا.

## الجامعات
| الجامعة                       | صورة | المكان                  | سنة التأسيس | ملاحظات |
| ----------------------------- | ---- | ----------------------- | ----------- | --- |
| جامعة سانت أندروز             |      | سانت أندروز، فايف       | 1413        | منحت صفة جامعة في 28 أغسطس 1413 بموجب مرسوم بابوي من البابا بندكت الثالث عشر.                                                            |
| جامعة غلاسكو                  |      | غلاسكو                  | 1451        | منحت صفة جامعة في 7 يناير 1451 بموجب مرسوم بابوي من البابا نيقولا الخامس.                                                                |
| جامعة أبردين                  |      | أبردين                  | 1495        | تأسست تحت اسم "كلية الملك في أبردين" سنة 1495 ثم اندمجت مع كلية ماريشال (التي تأسست سنة 1593) في سنة 1860.                               |
| جامعة إدنبرة                  |      | إدنبرة                  | 1582        | |
| جامعة استراثكلايد             |      | غلاسكو                  | 1964        | تأسست في البداية سنة 1796 كفرع من جامعة غلاسكو.                                                                                          |
| جامعة هيريوت-وات              |      | إدنبرة                  | 1966        | تأسست في الأصل سنة 1821 تحت اسم "كلية الفنون في إدنبرة"                                                                                  |
| جامعة دندي                    |      | دندي                    | 1967        | تأسست في الأصل سنة 1881 ككلية تابعة لجامعة سانت أندروز تحت اسم "الكلية الجامعية"، ثم "كلية الملكة"، حتى اعترف بها جامعة مستقلة سنة 1967. |
| جامعة ستيرلنغ                 |      | ستيرلنغ                 | 1967        | |
| جامعة نابير في إدنبرة         |      | إدنبرة                  | 1992        | تأسست في الأصل سنة 1964 تحت اسم "كلية نابير التقنية"                                                                                     |
| جامعة روبرت غوردون            |      | أبردين                  | 1992        | تأسست في الأصل سنة 1750 تحت اسم "مستشفى روبرت غوردون"                                                                                    |
| جامعة غرب اسكتلندا            |      | بيزلي                   | 1992        | تأسست في الأصل سنة 1836 كمدرسة للفنون. ظلت تسمى "جامعة بيزلي" حتى سنة 2007.                                                              |
| جامعة غلاسكو الكاليدونية      |      | غلاسكو                  | 1993        | تأسست في الأصل سنة 1875 تحت اسم "مدرسة غلاسكو للطهي".                                                                                    |
| جامعة أبرتاي في دندي          |      | دندي                    | 1994        | تأسست في الأصل سنة 1888 تحت اسم "كلية دندي للتقنية".                                                                                     |
| جامعة الملكة مارغريت          |      | موسلبرة، لوثيان الشرقية | 2007        | تأسست في البداية سنة 1875 تحت اسم "مدرسة إدنبرة للطهي والاقتصاد المنزلي".                                                                |
| جامعة الأراضي المرتفعة والجزر |      | الأراضي المرتفعة والجزر | 2007        | تجمع من عدة كليات جامعية، تأسس في البداية سنة 2001، ثم اعترف به كجامعة في فبراير 2011.                                                   |